# Kingfisher plc
Die Kingfisher plc ist ein britischer Einzelhandelskonzern mit internationaler Ausrichtung, der in der Vergangenheit eine große Anzahl von Einzelhandelsfirmen besaß und gegenwärtig auf Baumärkte spezialisiert ist. Das Unternehmen ist an der London Stock Exchange börsennotiert und im FTSE 100 Index gelistet.

## Geschichte
Das Unternehmen wurde 1982 beim Ausverkauf der britischen Woolworth-Kette durch Paternoster Sores Ltd gegründet, das später seinen Namen in Woolworth Holdings plc änderte. Logo des Konzerns ist der Eisvogel (englisch Kingfisher).
Fortwährende Erwerbungen von Einzelhandelsunternehmen wie B&Q, Superdrug, Comet und MVC ließen den Konzern expandieren. 1994 wurde er umbenannt in Kingfisher plc.
Weitere Erwerbungen von europäischen Unternehmen wie Castorama, BUT und das Berliner Traditionsunternehmen Foto-Radio Wegert/ProMarkt führten zum Aufstieg des Unternehmens an die Spitze der Einzelhandelsunternehmen im Vereinigten Königreich. 1999 scheiterte die Übernahme der britischen konkurrierenden Einzelhandelskette Asda, weil der amerikanische Wettbewerber Wal-Mart den Bieterwettbewerb gewann. Von 1998 bis 2003 gehörte zum Kingfisher-Konzern auch die Deutsche Elektrohandelskette ProMarkt, sowie die Internet Portale Yagma.com und Heimwerken.de In den folgenden Jahren konzentrierte sich Kingfisher auf den Erwerb von Baumärkten.
Der Konzern wurde zwischen 1984 und 2002 von Geoffrey Mulcahy geführt. Aufgrund dessen Interesses für das Segeln wurde das Unternehmen Hauptsponsor der britischen Seglerin Ellen MacArthur.
2013 wurde bekannt, dass Kingfisher mit seiner Baumarkt-Marke ScrewFix nach Deutschland expandieren will. In den folgenden Jahren wurden eine Deutschlandzentrale in Offenbach und insgesamt 14 Märkte eröffnet. ScrewFix Deutschland stellte zum 31. August 2019 das Geschäft ein.

## Beteiligungen
Zum Konzern gehören (Stand: November 2020):
- B&Q, tätig im Vereinigten Königreich, Irland und China
- Brico Dépôt in Frankreich und Spanien
- Castorama Baumarktkette in Frankreich und Polen
- Koçtaş in der Türkei
- Screwfix im Vereinigten Königreich und Irland